# Górdio (general)
Górdio (em latim: Gordius; em grego: Γoρδιoς; romaniz.: Gordios), nascido na Capadócia, foi um importante general do rei Mitrídates VI Eupátor (r. 120–63 a.C.), rei do Ponto, durante suas campanhas para anexar o Reino da Capadócia. 

## História
Górdio foi utilizado pela primeira vez como instrumento de Mitrídates em 116 a.C. para assassinar Ariarates VI, rei da Capadócia. Logo depois, Górdio foi nomeado tutor de um filho de Mitrídates que, depois do assassinato de Ariarates VII, foi colocado no trono capadócio como Ariarates IX. Foi enviado como emissário de Mitrídates à República Romana e, depois, à corte do rei Tigranes, do Reino da Armênia, para convencê-lo a atacar o Reino da Capadócia e expulsar Ariobarzanes I, o rei nomeado pelos romanos em 93 a.C.. Lúcio Cornélio Sula restaurou Ariobarzanes no ano seguinte e expulsou Górdio da Capadócia durante a Primeira Guerra Mitridática. Dois anos depois, Górdio venceu o legado de Sula Lúcio Licínio Murena na Batalha do Hális, em 82 a.C., a principal batalha da Segunda Guerra Mitridática.